# تپه کهنه حمام
تپه کهنه حمام در شهرستان بوئین‌زهرا، بخش آوج، روستای دشتک واقع شده و این اثر در تاریخ ۲۵ خرداد ۱۳۸۱ با شمارهٔ ثبت ۵۷۸۱ به‌عنوان یکی از آثار ملی ایران به ثبت رسیده است.